# Trioza apulica
Trioza apulica är en insektsart som beskrevs av Rapisarda 1994. Trioza apulica ingår i släktet Trioza och familjen spetsbladloppor. Inga underarter finns listade i Catalogue of Life.